# Louise Schillgard
Louise Anneli Schillgard, nata Fors (Stoccolma, 23 ottobre 1989), è una calciatrice svedese, di ruolo centrocampista.
Campione d'Inghilterra con il Liverpool nella stagione 2013, ha giocato, oltre che in patria, anche in Spagna, dove con l'Espanyol nel 2010 ha vinto una Coppa della Regina, in Australia e negli Stati Uniti d'America. Per quattro anni, tra il 2008 e il 2012, ha inoltre indossato la maglia della nazionale svedese con la quale, nell'Europeo di Finlandia 2009, ha raggiunto i quarti di finale e ha vinto l'edizione 2009 dell'Algarve Cup.

## Palmarès

### Club
- Campionato inglese: 1

Liverpool: 2013
- Coppa della Regina: 1

Espanyol: 2010

### Nazionale
- Algarve Cup: 1

2009